# 서술격 조사
조사 가운데 소위 서술격 조사 '이다'는 예외적으로 변화어에 속한다. '이다, 이니, 이면서, 이니까...' 등에서 보는 것처럼 '이-' 다음의 '-다'가 여러 가지 형태를 가질 수 있기 때문이다.
만약에 서술격 조사로 '이다'가 아닌 '이'만을 설정한다면 최소한 조사가 활용한다는 말은 피할 수 있다. 그렇게 될 경우 '다'는 문법적 소속이 모호해진다. 동사나 형용사와 관련시켜 볼 때, '다'는 분명 어미라고 해야 할 텐데 그렇게 되면 어미 앞에 오는 어간은 무엇인가 하는 어려움이 있다.
1. ↑  이관규 (2023년 9월 5일). 《학교 문법론》 1판. 도서출판 역락.
2. ↑  이관규 (2023년 9월 5일). 《학교 문법론》. 도서출판 역락. 150쪽.